# Isabel Briggs Myers
Isabel Briggs Myers (Washington D.C., EUA, 18 d'octubre de 1897–5 de maig de 1980) fou una escriptora nord-americana, cocreadora de la teoria psicològica Myers Briggs Type Indicator (MBTI), juntament amb la seva mare Katharine Cook Briggs.

## Biografia
Nascuda el 18 d'octubre de 1897, Isabel Briggs Myers va passar la seva infantesa a Washington D.C., on treballava el seu pare. Va ser educada a casa per la seva mare, una tradició que dugué a terme Katharine arran de la seva pròpia criança. Isabel escrivia sobre la important influència de la manera en què els seus parents l'educaren per la seva feina.
Briggs Myers, llicenciada en ciències polítiques però no afiliada, fou responsable de la creació del que ha esdevingut reconegut extensament com el test de personalitat més respectat de tots els temps: el Myers-Briggs Type Indicator (MBTI®). Isabel Myers, així com la seva mare Katharine, va ser una astuta observadora de les conductes humanes. Era coneguda per la seva perspicàcia, intel·ligència, tenaç curiositat així com pel conjunt de valors i la generositat d'esperit amb què actuava. És recordada per les seves enormes contribucions en el cap de la psicologia gràcies a la seva incansable cerca per la comprensió del comportament humà.
Un dels valors més destacables d'Isabel és el de la igualtat. Des de ben petita, que va tenir l'oportunitat poder ser educada tot i ser dona, Isabel va créixer i viure fomentant el respecte, la tolerància i la igualtat. Aquest fragment d'una carta que li va enviar a Edward N. Hay n'és un clar exemple:
| « | L'evidència més clara en una dona de color a qui un li podria parlar exactament com a igual és un altre cas a destacar. Els membres de la fosca i suposadament inferior raça són símbols ferms de la reprimida i considerada inferior part de la pròpia ment d'un mateix. | » |

«The very warm evidence on the colored woman to whom one could talk exactly as to equals is another case in point. Members of a dark and supposedly inferior race are standard symbols for the suppressed and considered-inferior part of one’s own psyche.»
Mentre estudiava a la Universitat de Swarthmore, Isabel Myers va trobar el que ella fa referència com “la peça més gran de sort” quan va conèixer Clarence “Chief” Myers, qui estudiava en aquell moment la carrera de dret. L'amor i devoció que brotà entre ambdós a la universitat no disminuí en els següents seixanta-un anys, fins que Clarence morí. Isabel i ell es van casar l'any 1918 i s'instal·laren a Swarthmore, a la perifèria de Filadèlfia on Clarence exercí l'advocacia. Dues criatures nasqueren d'aquest matrimoni: Peter Briggs Myers i Ann Myers Hughes. Ann morí inesperadament després d'una cirurgia menor l'any 1972. Isabel i Clarence tingueren quatre nets i netes: Jonathan i Jennifer Myers, i Kathleen i Douglas Hughes.
Quan la II Guerra Mundial començà, Isabel Myers trobà una manera d'ajudar les persones per a què s'entenguessin en lloc de destruir-se. A més, es va adonar que molta gent treballava en oficis per patriotisme i, malauradament, detestaven algunes tasques perquè anaven en contra de la seva pròpia naturalesa, i no podien treballar amb les seves qualitats. Fou aquí el moment en el qual va decidir informar-se completament de les teories revolucionàries de Carl Jung per poder-les posar en pràctica (origen de l'Myers Briggs Type Indicator (MBTI)). Finalment, morí el 5 de maig de 1980 (amb 82 anys) a causa d'un càncer diagnosticat dos anys abans.

## Feina
Isabel Briggs Myers fou, juntament amb la seva mare, la creadora de la teoria psicomètrica Myers Briggs Type Indicator (MBTI). L'any 1962, el Servei d'Anàlisi Educacional dels Estats Units publicà la teoria MBTI només per propòsits de recerca. Els anys 1975, 1977 i 1979 es van dur a terme tres conferències a la Universitat de Florida, a la Universitat Estatal de Michigan i a Filadèlfia respectivament. L'any 1975, la revista Consulting Psychologists Press, Inc. publicà el MBTI com a eina per ajudar persones.
Ja al segle xxi, més de dos milions de persones cada any han fet el test que proposa la teoria MBTI i ha estat traduït a més de 16 llengües diferents.

## Ficció
La novel·la de ficció Murder Yet to Come, publicada l'any 1929, guanyà el Concurs Nacional de Literatura Policíaca i Misteri dels EUA d'aquell mateix any. En aquesta obra, Isabel Briggs Myers posa en acció les seves idees sobre els tipus psicològics i el comportament humà per crear una història d'assassinats i misteri. La segona obra de ficció de Briggs Myers, Give Me Death, publicada l'any 1934, reprèn els mateixos detectius de Murder Yet to Come però amb unes descripcions psicològiques més profundes.

## Llegat

### CAPT
L'any 1975, Isabel Briggs Myers va co-fundar el Centre d'Aplicació de Tipus Psicològics amb Mary McCaulley. El CAPT és una organització sense ànima de lucre que manté la recerca i aplicació del MBTI. A més, també existeix per protegir i promoure la ideologia de Briggs Myers. La seu oficial és a Gainesville, Florida i el seu lema és "Acollint la comprensió humana a través de la formació, la publicació i la recerca" (Fostering human understanding through training, publishing, and research).

### Premis Memorials de Recerca
Els Premis Memorial Isabel Briggs Myers existeixen per reconèixer la recerca psicològica i també en l'àmbit MBTI. Consisteixen en 2000$ atorgats a un màxim de dues persones que són recompensades pels seus avenços en el coneixement psicològic i per seguir investigant en aquest mateix camp.

## Obres
- Myers, I. (1980, 1995) Gifts Differing: Understanding Personality Type. Davies-Black Publishing, U.S. ISBN 0-89106-074-X

Gifts Differing fou escrita per Isabel i el seu fill, Petter Briggs Myers. Tracta sobre les personalitats humanes i com afecten en diversos aspectes de la vida comla carrera, el matrimoni i la comprensió de la vida. Discorre sobre els setze tipus psicològics.
- Myers, I. (1990) Introduction to Type: A Description of the Theory and Applications of the Myers-Briggs Type Indicator. Center for Applications of Psychological Type Inc. ISBN 0-935652-06-X
- Myers, I. and McCaulley, M. (1985) Manual: A Guide to the Development and Use of the Myers-Briggs Type Indicator. Consulting Psychologists Press. ISBN 0-89106-027-8
- Myers, I. (1995) Murder Yet to Come. Center for Applications of Psychological Type Inc. ISBN 0-935652-22-1

## Més informació
- Saunders, F. W. (1991), Katharine and Isabel: Mother's Light, Daughter's Journey, Davies-Black Publishing, U.S. ISBN 0-89106-049-9 (biografia de Briggs Myers i la seva mare)